# Sługi
Sługi [pronunciación en polaco: /ˈswuɡi/] es un pueblo ubicado en el distrito administrativo de Gmina Góra Świętej Małgorzaty, dentro del Distrito de Łęczyca, Voivodato de Łódź, en Polonia central. Se encuentra aproximadamente a 11 kilómetros al este de Łęczyca y a 35 kilómetros al norte de la capital regional Łódź.